# Parc olympique

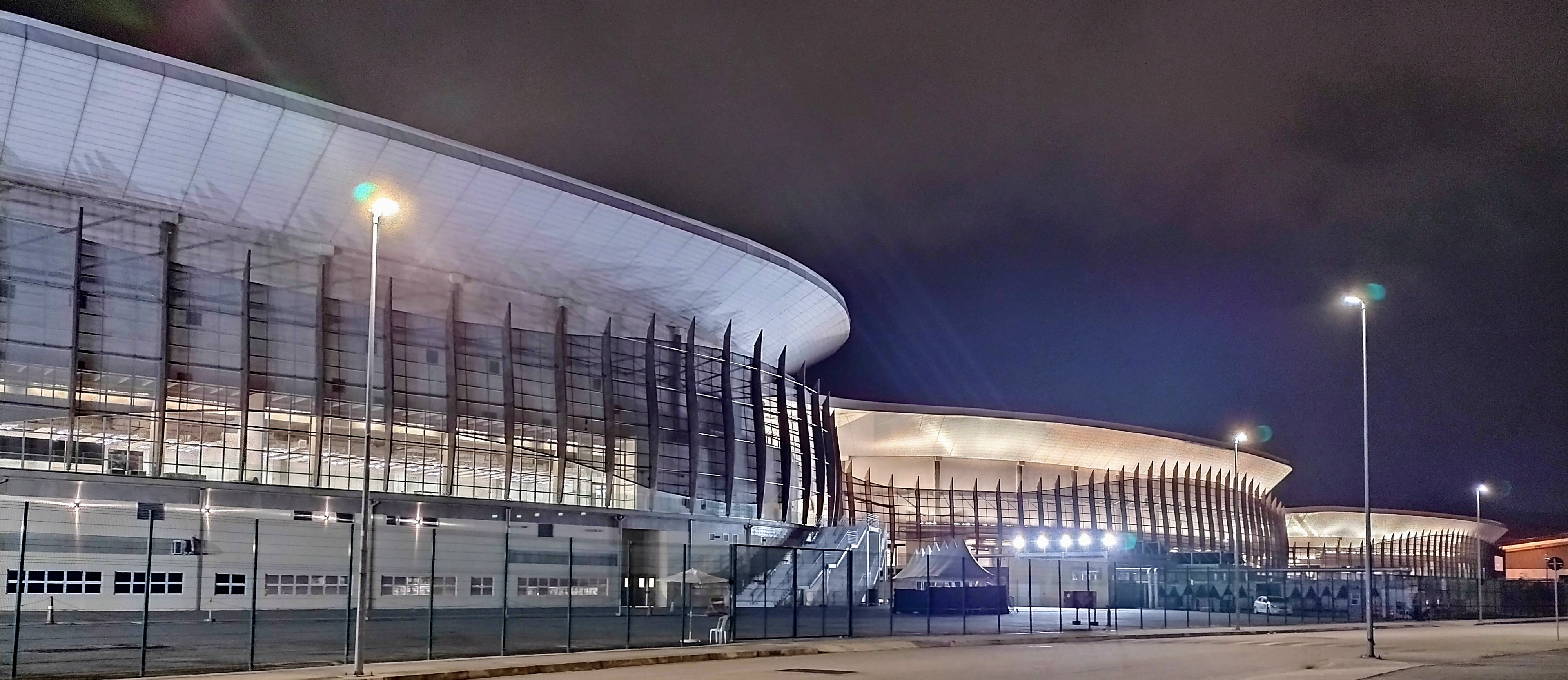
Le parc olympique de Rio de Janeiro en 2022

Un parc olympique est un complexe sportif où se concentrent de nombreuses épreuves des Jeux olympiques. Il peut également contenir le village olympique ou certains des autres sites sportifs, comme le complexe aquatique dans le cas des jeux d’été, ou la patinoire principale pour les jeux d’hiver. Le parc olympique fait souvent partie de l'"héritage" qui profite à la ville hôte une fois les jeux terminés. À ce titre, il peut par la suite inclure un parc urbain et un musée ou une commémoration des jeux qui y ont été organisés.
Le comité d’organisation des JO de 1908 précise que "dans la mesure du possible, toutes les compétitions, y compris la natation, le tir à l’arc, l’escrime, la lutte, etc., auront lieu sur le même site où sera érigé l’amphithéâtre pour l’athlétisme et le cyclisme." Tous les jeux n’ont cependant pas un complexe centralisé de ce type. Les Jeux d’hiver de 1992 et 2010 avaient des sites dispersés; le "parc olympique de Whistler" était le lieu des épreuves de ski nordique en 2010. Les sites des Jeux olympiques d’été de 2016 à Rio de Janeiro ont été divisés en quatre "grappes" plutôt que concentrés dans un seul parc.

## Liste
| Jeux                  | Ville          | Parc | Notes |
| --------------------- | -------------- | --- | --- |
| Été 1896              | Athènes        | Jardin national d'Athènes | Aussi utilisé pour les jeux olympiques intercalaires de 1906 |
| Été 1900              | Paris          | Bois de Vincennes | |
| Été 1904              | Saint-Louis    | Louisiana Purchase Exposition fairgrounds (Danforth Campus) | Aussi le site de l'Exposition universelle de 1904 concurrente. Site réutilisé comme salle de classes et pour l'administrative pour l'Université Washington de Saint-Louis.                                                                            |
| Intercalaires de 1906 | Athènes        | Jardin national d'Athènes | Aussi utilisé pour les jeux olympiques de 1896. |
| Été 1908              | Londres        | White City | Aussi le site de l'exposition franco-britannique de 1908 concurrente. |
| Été 1924              | Paris          | Stade olympique de Colombes et piscine Georges-Vallerey | Le stade olympique de Colombes fut aussi utilisé pour les jeux olympiques de 2024, ainsi que la [piscine Georges-Vallerey mais uniquement comme lieu d'entrainement pour cette dernière.                                                              |
| Été 1928              | Amsterdam      | NV Nederlandsch Sportpark | |
| Hivers 1932           | Lac Placid     | Olympic Center (en) | Aussi utilisé pour les jeux olympiques d'hiver de 1980. |
| Été 1932              | Los Angeles    | Exposition Park | Aussi utilisé pour les jeux olympiques d'hiver de 1984. Encore utilisé aujourd'hui comme parc public. |
| Été 1936              | Berlin         | Parc olympique de Berlin | |
| Été 1948              | Londres        | Wembley Empire Exhibition Grounds | Une partie du terrain est utilisée pour le stade de Wembley en 1923 et l’actuel stade de Wembley en 2007. |
| Hivers 1952           | Oslo           | Holmenkollen National Arena | |
| Été 1952              | Helsinki       | Parc Eläintarha | |
| Été 1956              | Melbourne      | Melbourne Sports and Entertainment Precinct (en) | L'Olympic Park Stadium au sein de l'ensemble fut nommé ainsi en 1934. |
| Hivers 1960           | Squaw Valley   | Squaw Valley Ski Resort | Tous les lieux des jeux, à l'exception du McKinney Creek Stadium (en), se trouvaient à distance de marche les unes des autres,. |
| Été 1960              | Rome           | Foro Italico | |
| Hivers 1964           | Innsbruck      | OlympiaWorld Innsbruck | Aussi utilisé pour les jeux olympiques d'hiver de 1976 et pour les jeux pour la jeunesse de 2012. |
| Été 1964              | Tokyo          | Parc olympique Komazawa et Parc Yoyogi | |
| Été 1968              | Mexico City    | Chapultepec, Ciudad Universitaria et Magdalena Mixhuca Sports City (en) | |
| Hivers 1972           | Sapporo        | Makomanai Park (en) | |
| Été 1972              | Munich         | Parc olympique de Munich | |
| Hivers 1976           | Innsbruck      | OlympiaWorld Innsbruck | Aussi utilisé pour les jeux olympiques d'hiver de 1964 et pour les jeux pour la jeunesse de 2012. |
| Été 1976              | Montréal       | Parc olympique de Montréal | |
| Hivers 1980           | Lac Placid     | Olympic Center (en) et le ParkLake Placid Olympic Sports Complex (en) | Aussi utilisé pour les jeux olympiques d'hiver de 1932. |
| Été 1980              | Moscou         | CSKA Moscou, Central Dynamo Stadium, Krylatskoye Sports Complex Velodrome, Complexe olympique Loujniki et le Olympiysky Sports Complex | |
| Été 1984              | Los Angeles    | Exposition Park | Aussi utilisé pour les jeux olympiques de 1932. |
| Hivers 1984           | Sarajevo       | village olympique à Mojmilo, Stade Asim-Ferhatović-Hase, Zetra Ice Hall (en), Zetra Ice Rink (en), Hall de Skenderija II | |
| Hivers 1988           | Calgary        | Parc national olympique du Canada, Stampede Grounds et Université de Calgary | |
| Été 1988              | Séoul          | Parc olympique de Séoul et Seoul Sports Complex (en) | |
| Été 1992              | Barcelone      | Anneau olympique de Montjuïc | |
| Hivers 1994           | Lillehammer    | Stampesletta (en) | Aussi utilisé pour les jeux pour la jeunesse de 2016. |
| Été 1996              | Atlanta        | Centennial Olympic Park | Différent des autres parcs olympiques. Plutôt que d’être un complexe accueillant des sites sportifs utilisés pour les jeux, c’était plutôt un lieu de rassemblement public construit pour les jeux et n’abritait aucun site de compétition olympique. |
| Été 2000              | Sydney         | Sydney Olympic Park | |
| Hivers 2002           | Salt Lake City | Utah Olympic Park (en) | |
| Été 2004              | Athènes        | Complexe olympique d'Athènes, Complexe olympique de la zone côtière de Fáliro, Goudi Olympic Complex (en) et Complexe olympique d'Helliniko | |
| Hivers 2006           | Turin          | Parc olympique de Turin | |
| Été 2008              | Beijing        | Olympic Green | Aussi utilisé pour les jeux olympiques d'hiver de 2022. |
| Hivers 2010           | Vancouver      | Parc olympique de Whistler | |
| Été 2012              | Londres        | Queen Elizabeth Olympic Park | |
| Hivers 2014           | Sochi          | Parc olympique de Sochi (en) | |
| Été 2016              | Rio de Janeiro | Parc olympique de Rio de Janeiro et Parc olympique de Deodoro (en) | |
| Hivers 2018           | Pyeongchang    | Parc olympique de Gangneung (en) et station d'Alpensia | |
| Été 2021              | Tokyo          | Stade national et Centre aquatique olympique | |
| Hivers 2022           | Beijing        | Olympic Green | Aussi utilisé pour les jeux olympiques d'été de 2008. |
| Été 2024              | Paris          | Stade de France, Palais omnisports de Paris-Bercy, ensemble du Champ-de-Mars (incluant le Grand Palais éphémère), du Pont Alexandre-III et du Parc urbain de la Concorde, Parc des expositions de la porte de Versailles, Centre aquatique olympique | Plutôt qu'un parc unique, il fut décidé d'utiliser au maximum les complexes sportifs existant et la cité elle-même. Le Stade olympique de Colombes fut aussi utilisé pour les jeux olympiques d'été de 1924.                                          |
| Été 2028              | Los Angeles    | Downtown Los Angeles Sports Park, L.A. Live), South Bay Sports Park et Long Beach Sports Park | Le Downtown Los Angeles Sports Park comprend l’Exposition Park (également utilisé pour les jeux de 1932 et 1984) |